# Стьопкін Юрій Вікторович
Юрій Вікторич Стьопкін (рос. Ю́рий Ви́кторович Стёпкин; нар. 15 жовтня 1971, Курськ, СРСР) —  російський дзюдоїст, бронзовий призер Олімпійських ігор 2000 року, чемпіон Європи, призер чемпіонатів Європи.

## Біографія
Юрій Стьопкін народився 15 жовтня 1971 року в місті Курськ.
Першого вагомого результату добився у 1998 році, коли став бронзовим призером чемпіонату Європи. Найуспішніший сезон Стьопкін провів у 2000 році. Спершу йому вдалося перемогти на чемпіонаті Європи, а пізніше стати бронзовим призером Олімпійських ігор. Олімпійський турнір спортсмен почав невдало, він поступився французькому дзюдоїсту Стефану Трено, але завдяки тому що француз вийшов у півфінал, Стьопкін продовжив змагатися у втішному турнірі. Там переміг Самі Белгруна, Ато Хенда, Івері Джикураулі та Луїджі Гуїдо, що і принесло йому бронзову медаль.
Випускник Курського державного технічного університету, а також Уральського державного університету фізичної культури. Після завершення кар'єри обіймав посаду міністра фізичної культури, спорту та туризму Челябінської області.

## Виступи на Олімпіадах
| Олімпіада   | Дисципліна | Місце |
| ----------- | ---------- | ----- |
| Сідней 2000 | до 100 кг  | 3     |